# 堺市立登美丘南小学校
堺市立登美丘南小学校（さかいしりつ とみおかみなみしょうがっこう）は大阪府堺市東区にある公立小学校。1984年4月1日に堺市立登美丘西小学校から分離し開校。

## 通学区域
- 堺市東区 大美野（一部）、北野田（一部）、草尾（一部）、丈六（一部）、高松（一部）、中茶屋（一部）、西野（一部）、南野田（一部）。

卒業生は堺市立登美丘中学校に進学する。

## 交通
- 南海高野線 北野田駅 南西へ約900m。